# Дорогичинська земля

Дорогочинська земля у складі Підляського воєводства Великого князівства Литовського після адміністративної реформи 1565—1566 років

Дорогичи́нська земля́ (пол. Ziemia Drohicka / Drohiczyńska; лат. terra Drohiciensis) — історична руська земля в Польщі з центром у місті Дорогичин.
Дорогичинська земля почала оформлюватися ще в ХІ ст., коли формувався кордон Русі (Берестейщини) з Мазовією, ятвягами та Литвою. В цей же час оформився кордон найзахідніших руських земель з Польщею, який протягом ХІ-XIV ст. суттєво не змінювався. Кордон з польською Мазовією починався на р. Нарві. Найбільш висунутим в мазовецький бік руським городищем тут був Сураж розташований на лівому березі Нарви, біля гирла р. Лізи. Починаючи з ХІ ст. між р. Боброю та Нарвою простягалася лісиста прикордонна територія, яку взяла під охорону низка давньоруських городищ. Зокрема, ркмі Суража тут закладаються городища в Зайончках над р. Нарвою, Бранську над р. Нурцем та Більську (суч. Більську-Підляському). Будуються також городища в Піднісні і Влодках. Поновлюється життя на колишньому племінному городищі в Гатьках. Більшість з цих городищ охороняла з півночі північний захід Берестейщини — майбутню Дорогичинську землю від ятвягів та литвинів.
З мазовецького боку тут знаходилися натомість два городища — Візна біля впадіння р. Бобри до Нарви і Сьвенцьк. Ці городища закладалися як проти русінів так і ятвягів. Від Суража кордон проходив на південь до гирла р. Нурця. На південь від Бугу лінія щільного руського заселення проходила вздовж р. Цетині й середньої течії р. Ливця. Однак існування городища в Бархові та навколишніх поселень вказує на зміщення кордону тодішньої Берестейської землі (в межах якої виник Дорогичин) аж до нижньої течії р. Ливця і його гирла до Бугу. На південь від середньої течії Ливця мазовецько-руський кордон проходив через верхню течію р. Кшни у бік середньої течії річок Тисмениці і Вепря (Холмщина). Межу між Берестейською та Холмською землею являли собою великі болота у долинах річок Півоні та Володавки.
Південно-східну та східну межу майбутньої Дорогичинської землі в пізніший час взначали західні кордни власне Берестейського домену
Починаючи з ХІ ст. виникає також інше оборонне пасмо, яке прикрило район Дорогичина з півдня — городища в Докудові, Березі, Кревиці і Замку. В ХІІ ст. крім надбужанського Городка постають городища на сході Дорогичинських земель — у Хлопкові, Дзенцьолах, Остромечині, Клюковичах та Янцевичах. Виникнення таких оборонних ліній свідчить про деяке територіальне виокремлення Дорогинської землі в д.п. ХІІ ст.
Дорогичинська земля займала значну територію. Окрім згаданих городищ до нього входили сучасні Віжне Сідельце, Мельник та Бранчик (60 км від Варшави). На цій території розташовувались укріплені валами городища, такі як Острожани.
Деяку інформацію про городища в Дорогичинській землі містить Галицько-Волинський літопис. Він зокрема згадує Дорогичин, Мельник та Більськ.
Після відносно сприятливого періоду для поселення у Х-ХІІІ ст., на Підляшшя прийшов час виснажливих воєн. Це призвело до припинення життя на довгий час в поселеннях на Верхній Нарві і назавжди у верхній частині суч. Біловезької та Ладської Пущі. Старе руське населення на Підляшші утрималося переважно в околицях найбільших міст — Дорогичина, Більська, Бранська та Суража, що визначали майбутню межу руського та мазовецького ареалів в наступних XIV—XV ст. На захід і північ від цих пунктів натомість простягалися пустки.
У ХІІІ ст. входила до складу Руського королівства. У 1413—1513 рр. було частиною Троцького воєводства Великого князівства Литовського, а в 1513—1795 рр. — Підляського воєводства Польської Корони. Дорогичин був місцем проведення сеймів земельної шляхти, а також місцем розташування гродського суду. Земські суди розташовувалися в Дорогичині, Медзні, Соколові-Підляському і Мокободах.

## Міста
- Венгрів
- Високе-Мазовецьке
- Дорогичин
- Медзна
- Мокободи
- Соколів-Підляський